# Alim Nabijew
Alim Nabijew (ur. 10 października 1994 w Telawi) – azerski kick-bokser oraz zawodnik muay thai. Zawodowy mistrz świata m.in. organizacji WMC. Od 2017 zawodnik GLORY.

## Kariera sportowa
Urodził się w Telawi (Gruzja), następnie z rodziną przeniósł się na Ukrainę do Połtawy, gdzie przez wiele lat reprezentował ją w kick-boxingu i boksie tajskim. Aktualnie mieszka w Moskwie. Począwszy od 2011 występuje m.in. na galach i turniejach rosyjskiej organizacji W5, zdobywając tamże mistrzostwo świata (2013) w wadze lekko średniej. W 2012 i 2013 wygrywał Grand Prix Rosji w formule K-1. 
22 lutego 2013 przegrał z Białorusinem Czingizem Ałłazowem jednogłośnie na punkty, natomiast trzy miesiące później 25 maja uległ Rosjaninowi Dżabarowi Askierowowi w finale turnieju Legend Fighting Show w Moskwie. Dwukrotnie pokonywał Ormianina Armena Petrosjana 16 listopada 2013 i 5 kwietnia 2014, w obu przypadkach na punkty. 18 czerwca 2015 podczas 17 edycji Grand Prix Rosji pokonał Polaka Pawła Biszczaka jednogłośną decyzją sędziów. 
10 lipca 2016 odpadł w ćwierćfinale chińskiego turnieju Kunlun Fight w walce z Portugalczykiem Diogo Calado z którym przegrał na punkty. Mimo to, rok 2016 zakończył bardzo dobrze, gdyż trzy miesiące po porażce w Chinach 8 października zdobył pas mistrza Europy organizacji W5 w wadze super średniej, po pokonaniu Słowaka Vladimíra Moravčíka, natomiast 19 listopada wygrał z wielokrotnym mistrzem świata Francuzem Yohanem Lidonem jednogłośnie na punkty zostając mistrzem świata w boksie tajskim World Muaythai Council (WMC) w wadze półciężkiej.
W 2017 związał się z GLORY, debiutując dla niej 28 października w starciu z Jimmym Vienotem z Francji, którego pokonał na punkty. Jeszcze w tym samym roku 9 grudnia wygrał z mistrzem GLORY w latach 2015–2016 Holendrem Nieky Holzkenem również na punkty. 3 marca 2018 podczas gali Glory 51 pokonał kolejnego, byłego mistrza organizacji, tym razem Francuza Cédrica Doumbé niejednomyślną decyzją sędziów. 2 czerwca 2018 przegrał jednogłośnie na punkty walkę o mistrzostwo GLORY wagi półśredniej z obrońcą tytułu Harutem Grigorianem. 
9 marca 2019 pokonał Murthela Groenharta niejednogłośnie na punkty.

## Osiągnięcia
Amatorskie:
- 2012: Mistrzostwa Świata IFMA w boksie tajskim – 1. miejsce (juniorzy)
- 2013: Mistrzostwa Europy IFMA-EMF w boksie tajskim – 2. miejsce (seniorzy)[10]

Zawodowe:
- mistrz Europy ISKA
- 2012: Grand Prix Russia Open – 1. miejsce w wadze -70 kg w formule K-1
- 2012: mistrz świata WKF
- 2013: W5 -71 kg Tournament – 1. miejsce w wadze lekko średniej (-71 kg)
- 2013: mistrz świata W5 w wadze lekko średniej
- 2013: Grand Prix Russia Open – 1. miejsce w wadze -70 kg w formule K-1
- 2015: mistrz świata WMF w wadze super średniej (-77 kg)[11]
- 2016: mistrz Europy W5 w wadze super średniej
- 2016: mistrz świata WMC w wadze półciężkiej (-79 kg)